# Posterous

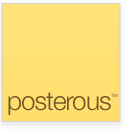
Logo Posterous

Posterous byl jednoduchá mikroblogovací platforma, která započala svou činnost v květnu 2009, financuje ji Y Combinator. Zvládal integraci a automatické zveřejňovaní mezi ostatní sociální média jako je Flickr, Twitter, a Facebook. Měl zabudovaný Google Analytics balíček a vlastní témata vzhledu. Na konci dubna 2013 Posterous zastavil svoji činnost.
Aktualizace Posterous byla podobná jiným blogovacím platformám. Zveřejňování bylo možno provést přihlášením se na webové stránce, ale bylo to určeno především pro mobilní blogování. Mobilní metody zahrnovaly odesílání emailů s přílohami fotografií, MP3 zvukových stop, dokumentů a videí (může být odkaz i soubor). Mnoho znalců sociálních médií označilo Posterous za hlavní bezplatnou aplikaci pro sdílení souborů v budoucnu. Platformě se dostalo velké pozornosti, když expert na sociální média Steve Rubel prohlásil, že své blogové aktivity stěhuje na Posterous.
Posterous také má vlastní zkracovač URL, který zkrátí uživatelský odkaz do http://post.ly/______. 
Posterous umožňuje navést svou Posterous stránku na jinou doménu nebo subodménu. To usnadňuje mít stránku u Posterous na vlastní doméně. 

## PicPosterous
V srpnu 2009 Posterous spustil aplikaci pro iPhone zvanou PicPosterous, která rychle nahraje fotografie na uživatelovu stránku v Posterous.